# Myxexoristops bicolor
Myxexoristops bicolor är en tvåvingeart som först beskrevs av Villeneuve 1908.  Myxexoristops bicolor ingår i släktet Myxexoristops och familjen parasitflugor. Arten är reproducerande i Sverige. Inga underarter finns listade i Catalogue of Life.